# Tass (agence de presse)
Pour les articles homonymes, voir Tass.
Tass (en russe : ТАСС, acronyme de Телеграфное Агентство Советского Союза, Telegrafnoïe aguentstvo Sovietskovo Soïouza, « Agence télégraphique de l'Union soviétique »), appelée « Itar-Tass » (ИТАР-ТАСС) de 1992 à 2014, est une des principales agences de presse de Russie, avec Rossia Segodnia et Interfax.

## Description
Au XXIe siècle, c'est une entreprise qui produit tous les jours sept cents pages de nouvelles, juste en dessous de son apogée durant l'ère soviétique. Elle a 74 bureaux et agences en Russie et dans les autres États de la Communauté des États indépendants (CEI) et 65 bureaux dans 62 pays étrangers. Son président est Sergueï Mikhaïlov qui a succédé en septembre 2012 à Valery Ignatenko. Son siège se trouve rue Bolchaïa Nikitskaïa au centre de Moscou.

## Histoire

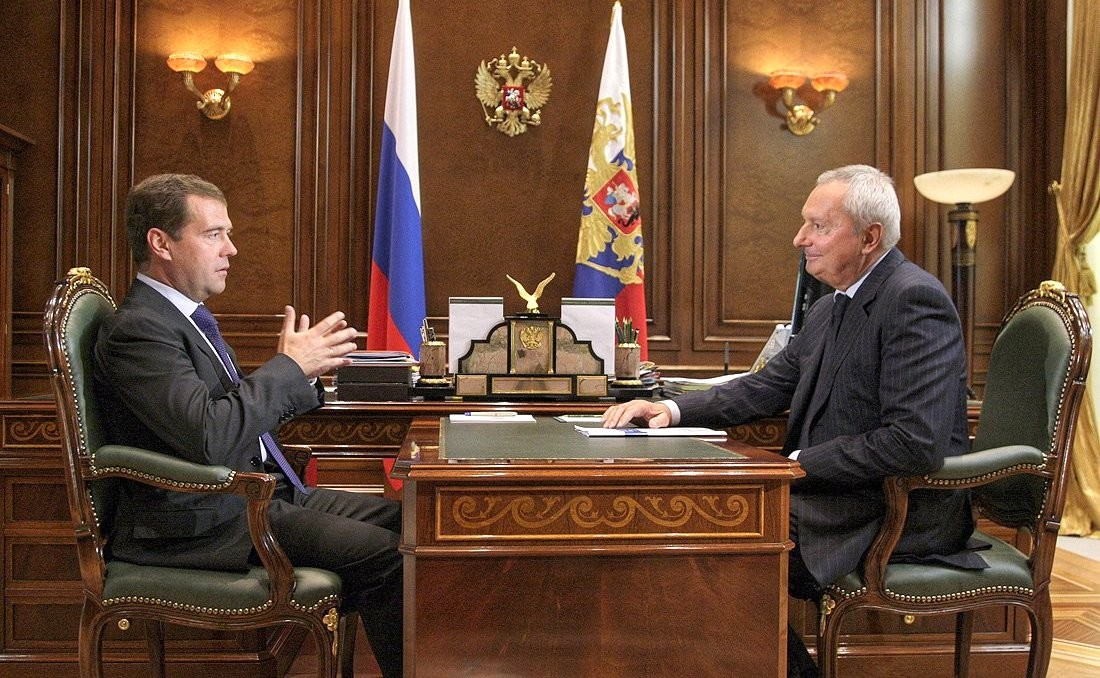
Le président de Itar-Tass Vitaly Ignatenko discutant avec le président russe Dmitri Medvedev en 2009.

C'est le 4 juillet 1904, lors d'une réunion des ministres des Finances, de l'Intérieur et des Affaires étrangères russes, que l'ancêtre de Tass est mis sur pied sous le nom d’Agence télégraphique de Saint-Pétersbourg (ATSP). Elle a pour but de fournir des informations politiques, économiques et toute autre information qui pourrait intéresser le public sur la Russie et l'étranger. C'est le 1er septembre 1904 qu'elle débute officiellement ses activités.
Le 19 août 1914, un jour après que la ville de Saint-Pétersbourg fut renommée Pétrograd, l'agence change également de nom pour devenir l’Agence télégraphique de Pétrograd (ATP). Le gouvernement d'alors décrète qu'elle est la seule agence de presse de l'État.
Le 7 septembre 1918, ATP change à nouveau de nom pour devenir l'Agence télégraphique russe, ou « Agence de presse télégraphique russe » (APTR). Et le 25 juillet 1925, elle devient l’« Agence télégraphique de l'Union soviétique » (ou Телеграфное агентство Советского Союза - Telegrafnoïe aguentstvo Sovietskogo Soïouza (Tass)), par un décret du Præsidium du Soviet suprême de l'Union soviétique. Elle est également appelée « Agence de presse Rosta », dirigée par Jacques Doletzky. Le 28 mars 1924, Jacques Doletzky, signa, avec les représentants de Havas et de Reuter réunis à Paris, un accord de coopération et, en juillet 1925, l'agence Tass se substitua à l'agence Rosta dans tous les contrats avec l'étranger.
Durant l'ère soviétique, Tass est la principale source d'informations de tous les médias présents en Union soviétique. En France, les correspondants de Tass sont envoyés pour des missions temporaires dans les années 1930, parmi eux Nikolaï Palgounov. Un poste de correspondant soviétique permanent à Paris sera créé en 1946.[réf. nécessaire]
Durant le milieu des années 1980, Tass est à son apogée et comprend quatorze antennes régionales :
| - Armenpress (Arménie) ; - Atem (Moldavie) ; - Azerinform (Azerbaïdjan) ; - Belta (Biélorussie) ; - Elta (Lituanie) ; - Eta (Estonie) ; - Gruzinform (Georgie) ; | - Kaztag (Kazakhstan) ; - Kirtag (Kirghizistan) ; - Latinform (Lettonie) ; - Ratau (Ukraine) ; - Tajikta (Tadjikistan) ; - Turkmeninform (Turkménistan) ; - Uztag (Ouzbékistan). |

Tass a des bureaux et des correspondants dans cent dix pays, avec une parution journalière de 750 pages de nouvelles, traduites en huit langues. Elle emploie près de cinq mille personnes, dont environ mille journalistes.
En 1992, après la chute de l'Union soviétique, son nom change pour devenir Itar-Tass (Itar signifiant en russe : Информационное телеграфное агентство России, ou en français « Agence d'information télégraphique de Russie »).
En 2014, elle reprend son ancien nom Tass (en russe : ТАСС pour Телеграфное агентство Советского Союза, en français « Agence télégraphique de l'Union soviétique»). 
C'est depuis devenu une entreprise publique.

## Agence d’État: rôle dans la propagande et la désinformation
L'agence est sous la domination du gouvernement russe, qui le finance, de même que les agences Sputnik, RT,. Tass, de même que RIA Novosti, diffuse la propagande du Kremlin, notamment la propagande de guerre et la désinformation visant à nier puis à justifier l'invasion de l'Ukraine par la Russie,, relayée également par des milieux complotistes et faux sites internet, ainsi que de fausses informations sur l'Ukraine et les pays alliés de l'Ukraine, dont la France,,.
En mars 2022, l'agence de presse Reuters annonce retirer Tass de ses partenaires, le contenu TASS étant décrit comme non « conforme aux principes de confiance de Thomson Reuters ».